# マクシム・ゴーリキー (巡洋艦)
マクシム・ゴーリキー（ロシア語: Макси́м Го́рький マクスィーム・ゴーリキイ）は、ソ連の巡洋艦（Крейсер）である。艦名は、ソ連の大作家マクシム・ゴーリキーを記念したものである。艦の規模からは軽巡洋艦、ソ連には無関係であるが、ロンドン海軍軍縮条約の規定に沿った分類では重巡洋艦に分類される。

## 概要

### 建造
マクシム・ゴーリキーは、26号計画に沿って設計が開始された。しかし、26号計画に沿って建造された1・2番艦には装甲が脆弱であることなどいくらかの欠陥があることが判明したため、その3番艦として予定されていたマクシム・ゴーリキーおよび4番艦となるはずであったモロトフには改設計が施されることとなった。26-bis号計画と名付けられた改計画は1930年代に合わせて4隻が起工され、第二次世界大戦前にソ連で建造された大型艦艇の内、最大勢力を持つグループとなった。
改設計を経たマクシム・ゴーリキーは、1936年12月20日にレニングラート(現サンクトペテルブルク)のオルジョニキーゼ記念工場(第189造船所)で起工、1938年4月30日に進水、1940年10月25日に竣工して赤旗バルト艦隊に配属された。

### 実戦
1941年6月22日に大祖国戦争が開始されると、即日赤色海軍は最新鋭巡洋艦マクシム・ゴーリキーを中心とした小艦隊を編成し、フィンランド湾における機雷戦を開始した。しかし、A・N・ペトローフ中佐を艦長とするマクシム・ゴーリキーは、作戦開始初日の6月23日早朝に北緯59度20分 東経22度20分 / 北緯59.333度 東経22.333度の海域において触雷し、艦首部分を失うという憂き目に見舞われた。マクシム・ゴーリキーはどうにか自力でヴォルムシ島まで辿り着き、翌24日には救難艦ネプトゥーン、海洋観測艦ロオト、4 隻の駆逐艦、4 隻の掃海艇、3 隻の小型駆潜艇および魚雷艇に付き添われてタリンに回航された。しかし、正午過ぎには先頭を航行していた掃海艇T-208が触雷により沈没し、艦隊はヴォルムシ島へ引き返した。その後、18時15分に艦隊は再びタリンを目指して出航し、翌日目的地へ到着した。6月26日深夜2時には、マクシム・ゴーリキーは3 隻の駆逐艦、6 隻の掃海艇、6 隻の魚雷艇、4 隻の警備艇に付き添われてクロンシュタットへ向けて出航した。クロンシュタットへは日中に到着し、そこで8月1日まで修理に入った。その後、航行試験を受けたため、ドイツ空軍のクロンシュタット大空襲を免れた。
9月8日には、ドイツ軍に向けて初めて主砲を放った。陸上部隊への援護射撃は、12月25日まで継続された。この間、9月17日と18日に150 mm砲弾5 発を受けた。9月21日には、さらに1 発の砲弾を受けた。そのため、9月22日には再び修理に入った。その後、11月23日には直撃弾を受け、損傷を負った。
1942年1月7日には、新たにI・G・スヴャトーフ中佐が艦長に任官した。1月21日には、またしても直撃弾を受け一時戦列を離脱せざるを得なくなった。
2月9日には、敵部隊に対して20 発の砲弾を発射した。4月4日には、航空機より至近弾を受けた。4月22日には18 発の砲弾を敵の砲兵隊に向けて発射した。4月24日には空襲により損傷を受けた。このとき、4 名が戦死し、8 名が負傷した。4月28日には、艦は修理に入れられた。
戦列へ復帰したのちも、6月27日には砲撃により損傷を受けた。7月9日と8月28日には対地砲撃を実施した。
1943年2月13日には、A・G・ヴァリファチエフ中佐が艦長に就任した。
ナチス・ドイツ軍の包囲によりレニングラート防衛戦が始まると、マクシム・ゴーリキーはその海上支援に従事した。1944年1月13日に赤軍が最後の攻勢を掛けた際には洋上よりドイツ軍陣地に向けて艦砲射撃を実施した。1月19日まで継続された砲撃の間、マクシム・ゴーリキーは主砲だけで674 発もの砲弾を発射し、ドイツのレニングラート包囲軍に止めを刺した。このときの功績により、同年3月22日には艦は赤旗勲章を授与された。
その後、1944年5月18日にはネパートィ居住区を砲撃し、6月9日にはフィンランド軍要塞の破壊作戦に参加した。
大祖国戦争の期間中、マクシム・ゴーリキーは2311 発の180 mm砲弾を使用し、100 mm砲弾は582 発を発射した。また、戦闘中における艦砲の用法は、その44 %が両用砲として用いられ、水平射撃に用いられたのは30 %に過ぎなかった。

### 戦後
1946年2月25日には、マクシム・ゴーリキーは南バルト艦隊(海軍第4艦隊)に編入され、リエパーヤおよびバルチースクに回航された。マクシム・ゴーリキーは南バルト艦隊の旗艦となり、同年10月から5 隻の駆逐艦を率いて洋上軍事演習に従事した。1947年11月7日には、革命記念パレードのためレニングラートを訪れた。
1950年12月には、P・M・ゴンチャール中佐の指揮下にあったマクシム・ゴーリキー艦上においてソ連最初の艦載ヘリコプターとなるKa-10が初飛行を果たした。
1953年夏には、マクシム・ゴーリキーはクロンシュタットに回航された。これは、秋より近代化改修を兼ねたオーバーホールに入れられるためであった。6月16日には、マクシム・ゴーリキーはクロンシュタット海軍要塞所属艦となり、翌月の海軍記念日にネヴァ川で開催されたパレードに参列した。これが、マクシム・ゴーリキーにとって最後の晴れの舞台となった。
オーバーホールと近代化改修は、12月より第194工場で開始された。しかし、1956年2月17日にマクシム・ゴーリキーはバルト艦隊の戦力から外され、試験巡洋艦に改修された。1958年4月18日には海軍から除籍され、解体処分となった。